# Castro Valley (Kalifornija)
Castro Valley je naseljeno područje za statističke svrhe u američkoj saveznoj državi Kalifornija. Prema popisu stanovništva iz 2010. u njemu je živjelo 61,388 stanovnika.